# Matériel roulant de la STCRP
Liste du matériel roulant de la Société des transports en commun de la région parisienne (STCRP).

## Autobus
| Illustration | Modèle ou type / carrosserie | Nombre | Numéros | En service   | Hors service | Affectation | Remarques |
| ------------ | ---------------------------- | ------ | ------- | ------------ | ------------ | ----------- | --------- |
|              | Type H ex. CGO               | 1269   |         | 1921 ex. CGO | 1938         |             |           |
|              | Type H6                      | 51     |         | 1923         | 1938         |             |           |
|              | Renault PN / STCRP           | 337    |         | 1926         | 1940-1950    |             |           |
|              | Renault PY / STCRP           | 23     |         | 1929         | 1939         |             |           |
|              | Renault TN6A                 | 770    |         | 1932         | 1969         |             |           |
|              | Renault TN6C1                | 90     |         | 1934         | 1959         |             |           |
|              | Renault TN6C2                | 160    |         | 1934         | 1969         |             |           |

## Automotrices électriques
La STCRP disposait des véhicules de tramway suivants :
| Illustration | Modèle ou type                               | Description                                             | Nombre | Numéros   | En service   | Hors service | Remarques |
| ------------ | -------------------------------------------- | ------------------------------------------------------- | ------ | --------- | ------------ | ------------ | --------- |
|              | Type 300 ex. EP                              |                                                         | 16     | 300-315   | 1921 ex. EP  |              |           |
|              | Type B ex. CGO                               | À bogies.                                               | 200    | 1-200     | 1921 ex. CGO |              |           |
|              | Type C ex. EP                                |                                                         | 221    | 1-225     | 1921 ex. EP  |              |           |
|              | Type E et E' (modification du type C) ex. EP |                                                         | 59     |           | 1921 ex. EP  |              |           |
|              | Type G ex. CGO                               | Deux essieux, prise de courant par trolley et caniveau. | 400    | 301-700   | 1921 ex. CGO |              |           |
|              | Type Gs1                                     | Deux essieux.                                           | 100    | 701-800   | 1921..       |              |           |
|              | Type L                                       | Deux essieux.                                           | 475    | 2001-2475 | 1924..       |              |           |

## Remorques
- Attelages de type A, à bogies, ex-CGO, construits à partir de 1911, no 1001 à 1325 ;
- Attelages de type As1, à bogies, construits à partir de 1921, no 1326 à 1430 ;
- Attelages de type Asl, à bogies, construits à partir de 1924, no 1431 à 1475 ;
- Attelages de type Amb, à bogies, construits à partir de 1924, no 1476 à 1485[3] ;
- Attelages de type Am, à bogies, construits à partir de 1924, no 1486 à 1515 ;
- Attelages de type Amsl, à bogies, construits à partir de 1924, no 1516 à 1575 ;
- Attelages de type As1 et Asl, à bogies, construits à partir de 1930, no 1576 à 1694 ;
- Attelages de type A, à bogies, construits à partir de 1930, no 1695 à 1720.

Les attelages As1, Asl, Amsl étaient équipés d'un poste de conduite permettant de former avec les motrices Gs1 et L des rames réversibles.